# Eustrotia hemicycla
Eustrotia hemicycla là một loài bướm đêm trong họ Noctuidae.